# 不可能ボトル

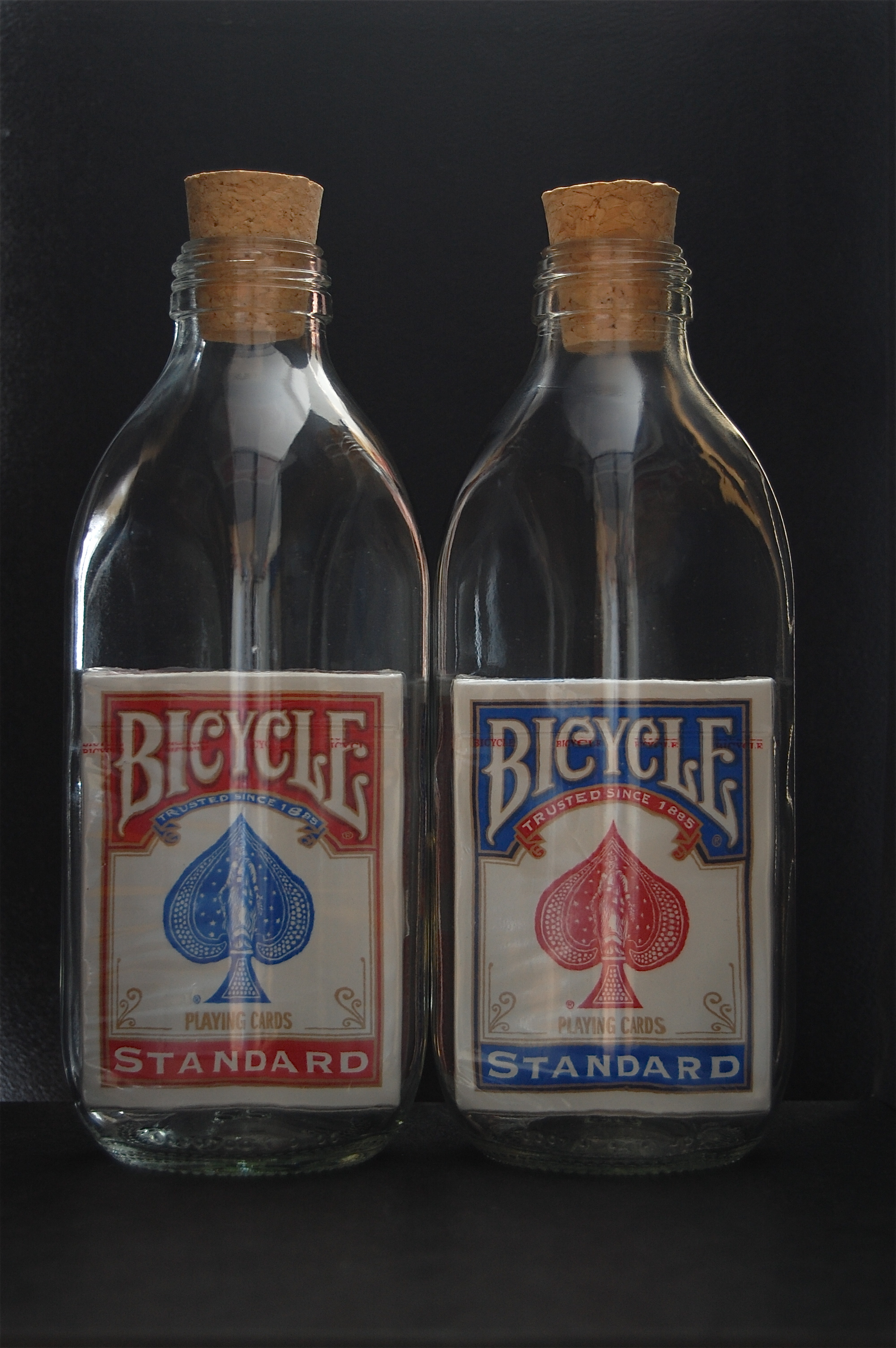
バイスクルのトランプ

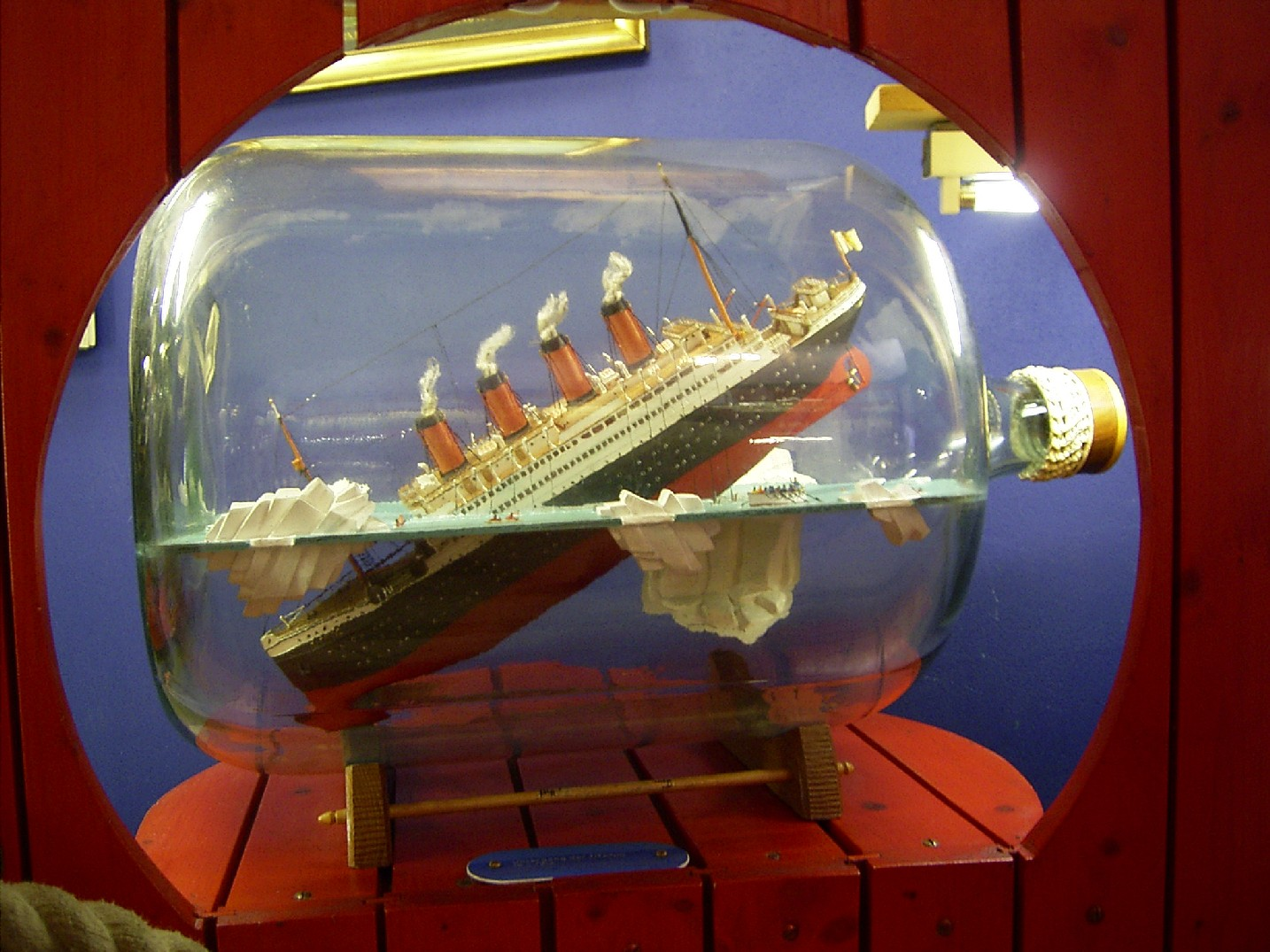
RMS Titanicの模型

不可能ボトル（ふかのうボトル、英語: impossible bottle）とは、明らかにその瓶口から入らない物体が中に入っているボトルのことである。ボトルシップも同じ系統の作品ではあるが、不可能ボトルの場合、その内容物はトランプやはさみ、野球ボールなど様々なものがある。インテリアでもあるが、パズル的な要素があり、どう入れたのかを考えることを楽しむこともできる。

## 歴史
ボトルシップの起源は1800年ごろとされているが、不可能ボトルの起源は詳しくは分かっていない。ウィリアム・W・ブラウンという人物が1891年に「ビンの口径に近い太さの木とそれに刺さった木ねじ」という不可能物体の特許をとっていることが確認されていることから、少なくとも19世紀には存在していたといえる。
不可能ボトルを一般に知らしめたのはハリー・エンである。エンは生涯に600以上の不可能ボトルを創作した。また、「不可能ボトル」を意味する造語「Impossibottle」も彼が考えた。
日本では不可能物体研究家の箕浦喜順とパズル作家の田守伸也が、不可能物体のクリエイターとして有名である。

## 作品の例
- ビンの底まで届く木とそれに直交する物体 - 1891年に特許が取られた古い物体。
- トランプ - 52枚が箱ごとビンに入っている。
- ルービックキューブ - アメリカのボブ・イースターが1981年に発表した[1]。
- ビンに刺さった矢 - 木でできた矢がビンに刺さっている。矢には鏃と矢羽がついておりどちらも穴の大きさより大きい[4]。